# Lombard Liga
A Lombard Liga két középkori városszövetség volt Észak-Itáliában. A szövetségek a Német-római Birodalom egyre erősödő befolyása ellen jöttek létre. Az első ligát (1167–1208) a Hohenstauf-dinasztiához tartozó I. Frigyes ellen, a másodikat (1226–1250) unokája, II. Frigyes ellen hozták létre. Mindkét szövetséget a pápa támogatta.

## Az első Lombard Liga

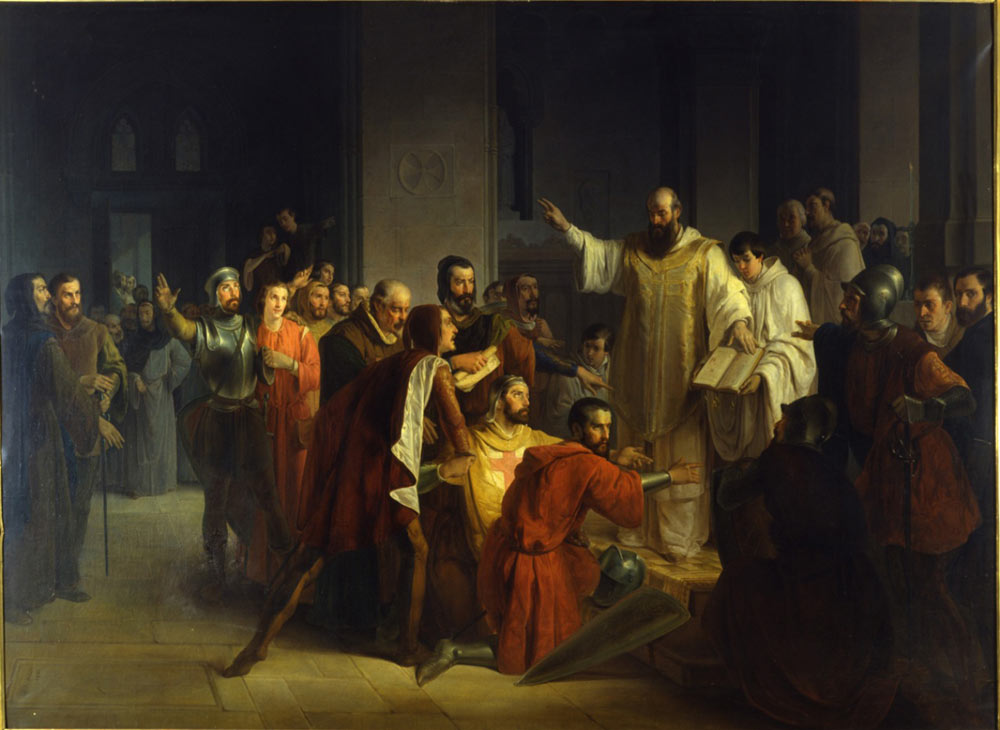
A pontidai eskü Giuseppe Mazza 1851-es festményén

Barbarossa Frigyes császár hatalmának megerősítését az észak-itáliai városállamok gazdasági erejének hatékonyabb kihasználásával akarta megalapozni. Az 1158. november 11-én megnyitott roncagliai birodalmi gyűlésen felszólította a városokat, hogy adják vissza az általuk korábban kisajátított regálékat (pl. pénzverés, városi konzulok kinevezési joga). Új adót vezetett be, a városok élére német helytartókat, podestákat nevezett ki, az ennek ellenállókat pedig fegyverrel verte le. Így járt az 1161-ben elfoglalt Cremona és az 1162-ben elfoglalt és lerombolt Milánó is. 1163-64-ben a császár újabb itáliai hadjáratot vezetett, ez azonban sikertelen volt.
Frigyes negyedik itáliai hadjáratának hírére a korábban egymással rivalizáló észak-itáliai városok ellentéteiket félretették és 1167 április 7-én Pontidában létrehozták a Lombard Városok Ligáját (Societas Civitatum Lombardiae). A császár fő ellenfele, az általa el nem ismert III. Sándor pápa állt melléjük, ezáltal a városok bekapcsolódtak az invesztitúraharcokba. 
1167. május 29-én Monte Porziónál a császári sereg legyőzte a pápát, aki Beneventóba menekült, Frigyes pedig bevonult Rómába, de a seregét pusztító malária (vagy pestis) miatt német területekre vonult vissza. A császárral szintén szembeszegülő Velence, Verona, Padova, Vicenza és Treviso még 1164-ben létrehozták a Veronai Ligát, majd 1167-ben egyesültek a Lombard Ligával. Eközben Milánót lakosai újjáépítették, a Liga tagjai pedig 1168-ban megalapították Alessandria városát (melyet a pápáról neveztek el).
Frigyes németországi helyzetének rendezése után 1174-ben indította ötödik itáliai hadjáratát. Célja a Lombard Liga szétverése és III. Sándor pápa leváltása volt. 8000 lovagjával átkelt az Alpokon és szeptember 30-án felégette az 1168-ban neki ellenálló Susa városát. Hétnapos ostrom után elfoglalta Asti városát, majd októberben erősítéseket kapott. Sikerei hatására Montferrat-i Vilmos őrgróf és Biandre hercege kiléptek a Lombard Ligából. Ezután látott hozzá Alessandria ostromához, csapatai azonban nem bírtak a védőkkel, így a telet is itt kellett töltenie. Bár sikerült alagutakat ásni a fal alá, a védők mégis visszaverték a támadókat. Mivel közeledett a Liga felmentő serege, Frigyes felhagyott az ostrommal és Paviába vonult. 1175 április 16-án Montobellóban tárgyalásokba kezdett a Liga és a Császár, ám ezek eredmény nélkül zárultak. Mivel unokatestvére, Oroszlán Henrik továbbra sem küldött segítséget, egy kisebb, Németországból érkező utánpótlás fogadására a Comói-tó térségébe indult. 

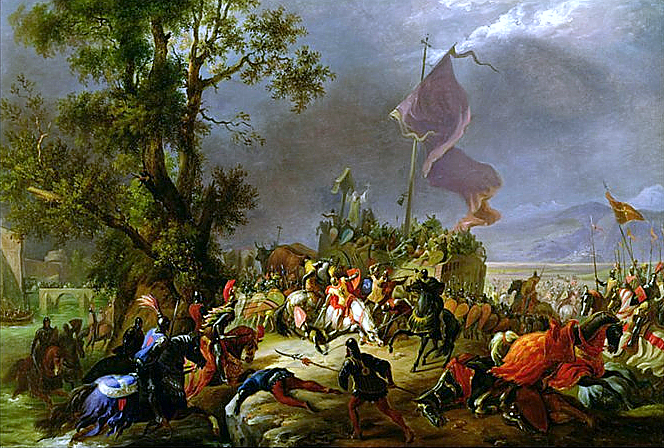
A legnanói csata Massimo D'Azeglio 1831-es festményén

1176 május 29-én került sor a legnanói csatára ahol a lombard városok gyalogos serege legyőzte a császár lovagjait, így az a pápával való békekötésre kényszerült (Velence, 1177, a császár elismerte a pápa főhatalmát).

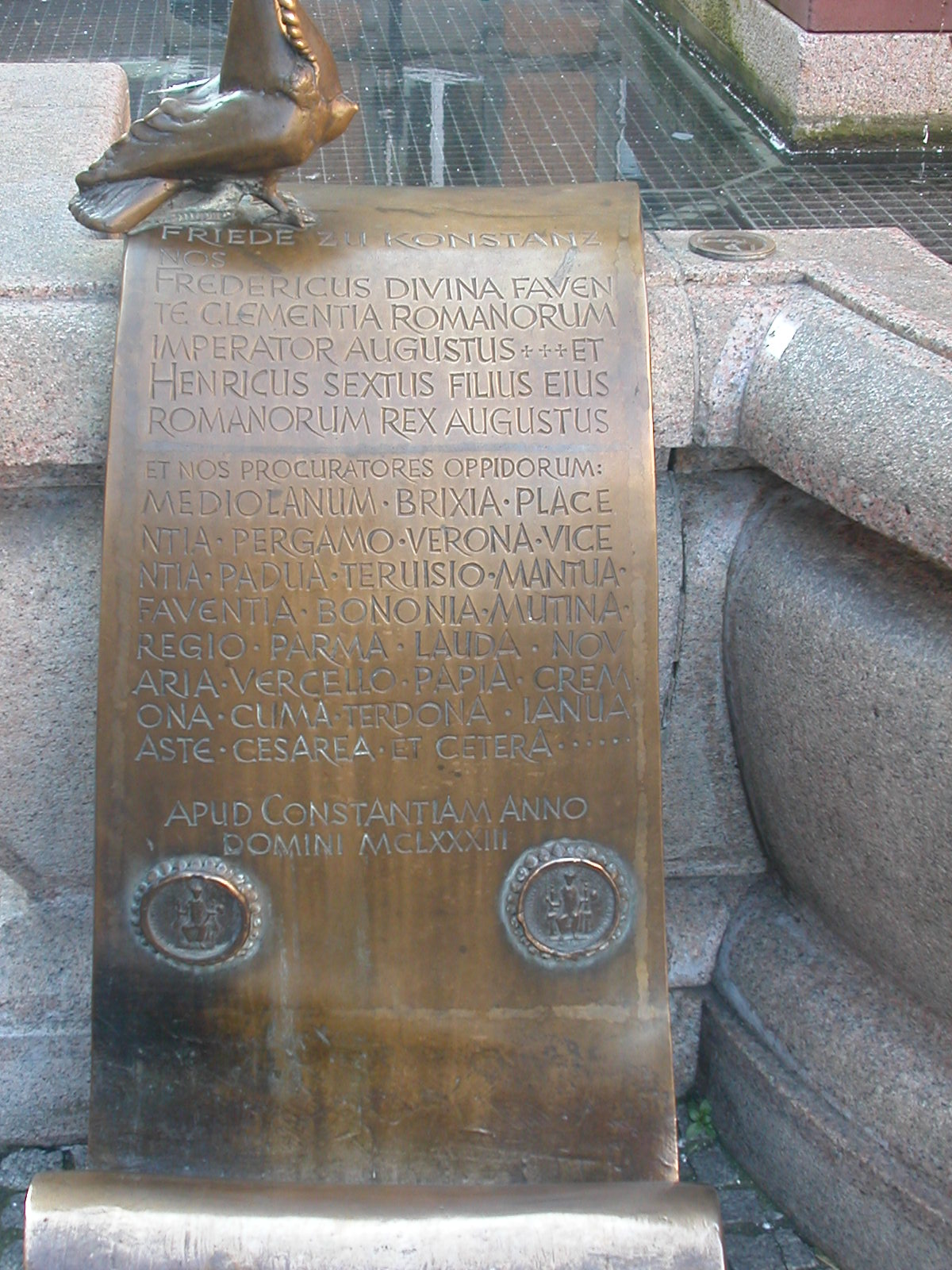
A konstanzi béke bronz másolata

A városokkal Frigyes hat évre fegyverszünetet kötött, majd 1183-ban Konstanzban a Lombard Ligával is aláírta a békét. A városok elfogadták a császár névleges fennhatóságát, Észak-Itália névleg a Német-római Birodalom része maradt, de megőrizték szinte teljes önállóságukat. A küzdelmek első szakasza a városszövetség győzelmével ért véget. Frigyes keresztes hadjáratra indult (eközben meghalt), így a Liga működése szükségtelenné vált, bár formálisan 1208-ig létezett.

## A második Lombard Liga

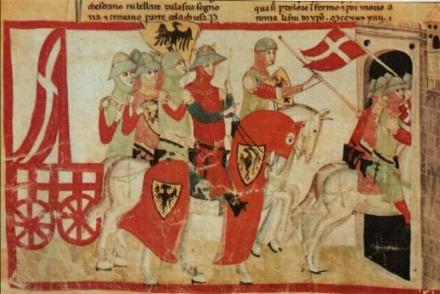
A cortenuova-i csata egy középkori miniatúrán

A Lombard Liga Barbarossa Frigyes unokája, II. Frigyes és IX. Gergely pápa konfliktusához kapcsolódóan alakult újjá. A császár észak-itáliai befolyásának növekedése miatt a városok egy része 1226-ban újjáalakította a szövetséget. Az egész Itáliát egyesíteni akaró császár seregei 1237. november 27-én Cortenuovánál legyőzték a Liga és a pápa hadseregét. A vereség után Milánó egy jelentős összeggel próbálta a békét megváltani, ám II. Frigyes csak a teljes behódolást fogadta volna el. Milánó, Brescia, Bologna és Piacenza folytatták az ellenállást, 1238 júliusában a császári sereg megkezdte, de október elején abbahagyta Brescia ostromát. 1239 elején IX. Gergely újra kiközösítette az egyházból II. Frigyest, aki viszont megtette a fiát, Enzót itáliai császári helytartónak. Enzo elfoglalta Marchét, Romagnát és a pápasághoz tartozó Spoletót, majd Velence ellen indult, míg Frigyes Toszkánán át Rómához vonult, de nem tudta a várost bevenni. Ezalatt a Liga elfoglalta a császárpárti Ferrárát, így II. Frigyes újra északra vonult. Bevette Ravennát, majd hosszú ostrom után Faenzát. A császár újabb Róma elleni támadása IX. Gergely halála miatt félbeszakadt. 

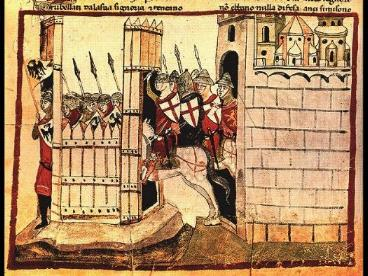
A parmai csata (1247–48)

Az ellenségeskedés folytatódott IV. Ince pápa idején is. Az általa összehívott lyoni zsinat 1245-ben megerősítette a császár kiátkozását. 1247 júliusában Parmából elűzték a császári tisztviselőket, a város csatlakozott a Lombard Ligához. Ebben Ince városbeli kapcsolatainak, az általa kinevezett új püspöknek és a ferences szerzeteseknek nagy szerepe volt. A Parma ellen vonuló II. Frigyes és Enzo felszólította a lombard városokat a csatlakozásra. Cremona, Padova, Verona és Vicenza a császár mellé állt, de Milánó, Piacenza, Mantova és Ferrara a pápához és a lázadó Parmához csatlakoztak. Ostromeszközök híján II. Frigyes a város kiéheztetése mellett döntött. Parma közelében egy megerősített tábort építtetett ki (Victoria), ahonnan az ostromot irányította. 1248 februárjában, amikor császár épp egy vadászaton volt, a védők kitörtek a városból és lerombolták a tábort. II. Frigyes elvesztette a birodalmi kincstárat is, serege ezután Cremonába vonult vissza. Minden esélyét elveszíttette arra, hogy Észak-Itáliát uralma alá hajtsa. A második Lombard Liga is sikeresen küzdött tehát a császári befolyás ellen, visszaszerezte Emilia és Romagna legnagyobb része felett az ellenőrzést.

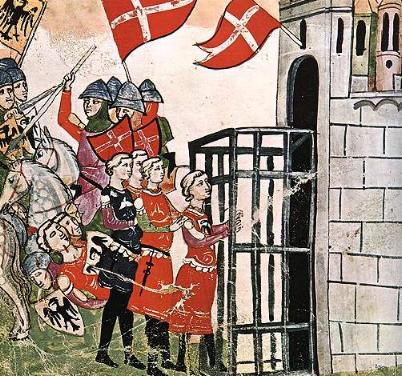
A fossaltai csata (1249)

A Liga seregei 1249-ben a császárpárti Modenát fenyegették. A város a császár fiától, Enzótól kért segítséget, aki 15 000 fős seregével érkezett Modena felmentésére. A fossaltai csatában azonban a számbeli hátrányban lévő lombard (ferrarai és bolognai) csapatok május 26-án, egész napos csatában áttörték a császáriak vonalait, akik menekülni kezdtek. A mocsaras területen a lombardok sok foglyot ejtettek, köztük Enzót is (1272-ben fogságban halt meg). II. Frigyes elvesztette Comót és Modenát, de visszafoglalta Ravennát. A császár Szicíliába küldött seregét a pápa és a lombardok 1250-ben Cingolinál szétverték. 1250 decemberében II. Frigyes vérhasban meghalt, ezzel véget értek a küzdelmek és a Lombard Liga is feloszlott.

## Tagjai
Első Lombard Liga (1167–1208)
1. Alba
2. Alessandria
3. Asti
4. Bergamo
5. Bobbio
6. Bologna
7. Brescia
8. Chieri
9. Crema
10. Cremona
11. Ferrara
12. Genova
13. Ivrea
14. Lodi
15. Malaspina
16. Mantova
17. Milánó
18. Modena
19. Novara
20. Padova
21. Parma
22. Piacenza
23. Reggio
24. Tortona
25. Velence
26. Vercelli
27. Verona
28. Vicenza
29. Treviso

Második Lombard Liga (1226–1250)
1. Alessandria
2. Bergamo
3. Bologna
4. Brescia
5. Crema
6. Faenza
7. Ferrara
8. Lodi
9. Mantova
10. Milánó
11. Montferrato
12. Padova
13. Piacenza
14. Vercelli
15. Verona
16. Vicenza
17. Vigevano
18. Torino
19. Treviso